# Henry Manners, II conte di Rutland
Henry Manners, II conte di Rutland (23 settembre 1526 – Bottesford, 17 settembre 1563), è stato un nobile inglese.

## Biografia
Era il figlio di Thomas Manners, I conte di Rutland, e della sua seconda moglie Eleanor Paston.

## Carriera militare
Durante il regno di Maria I, fu capitano della cavalleria nella Battaglia di San Quintino. Durante il regno di Elisabetta I, venne nominato Lord Luogotenente del Nottinghamshire e Rutland, Cavaliere della Giarrettiera e presidente del Nord.

## Matrimonio
Il 3 luglio 1536, sposò Margaret Neville, figlia di Ralph Neville, IV conte di Westmorland. Ebbero tre figli:
- Edward Manners, III conte Rutland (1549 - 1587);
- John Manners, IV conte di Rutland (1559 - 1588);
- Elizabeth Manners (1553 - 1590), sposò Sir William Courtenay.

Dopo la morte di Margaret, si sposò con Bridget, la vedova di Richard Morrison. Suo terzo marito era Francis Russell, II conte di Bedford.

## Morte
Morì il 17 settembre 1563. È sepolto a Bottesford Church, nel Leicestershire.